# Tamás Waliczky
Tamás Waliczky (* 1959 in Budapest) ist ein ungarischer Medienkünstler und Hochschullehrer.

## Leben
Tamás Waliczky brachte sich Malen und Zeichnen autodidaktisch bei. Ab 1980 wurde er als Zeichentrick-Animator und Grafiker in Ungarn tätig, ebenso entdeckte er die Computer-Animation als künstlerisches Medium. 1989 wurde er für die Computergrafik Gramophone mit dem Prix Ars Electronica ausgezeichnet. 1993 bis 1997 war er Artist-in-Residence beim ZKM Karlsruhe, danach war er Gast-Professor an der HBK Saar. 2003 bis 2005 war er Professor für Computeranimation an der Hochschule Mainz, danach ordentlicher Professor an der HBK Saar für neue digitale Medien bis 2010. Ab da wurde er bis 2020 als Professor an der School of Creative Media in Hongkong tätig.